# جاك بيلدن
جاك بيلدن (بالإنجليزية: Jack Belden)‏ هو كاتب ومؤلف وصحفي أمريكي، ولد في 3 فبراير 1910 في بروكلين في الولايات المتحدة، وتوفي في 3 يونيو 1989 في باريس في فرنسا.